# Monocoque (structure)
Pour les articles homonymes, voir Monocoque (homonymie).
Le terme monocoque s'applique aux véhicules dont la structure est d'une seule pièce et n'utilise pas de membrures ou de châssis externe pour résister aux efforts structurels auxquels elle est soumise. La construction est souvent réalisée de pièces embouties assemblées par soudure électrique, et la rigidité est fournie par des aménagements de forme qui incorporent éventuellement des raidisseurs. On trouve des structures monocoques notamment dans le domaine de l'automobile, de l'aviation et des fusées. La construction monocoque permet de réduire la masse du véhicule.

## Automobile
Dans le domaine de l'automobile le terme monocoque est employé quand une partie de la carrosserie inclut tout ou partie du plancher du véhicule.

### Inconvénient
Comme pour les véhicules du début de l’automobile où la carrosserie venait se poser sur un châssis, la partie basse de la structure ne peut servir qu'aux modèles ayant à peu près la même taille et les mêmes contraintes ;

### Avantage
L'avantage essentiel de la structure monocoque est la rigidité de l'ensemble du véhicule, avec comme conséquence principale une meilleure tenue de route et une meilleure résistance en cas de chocs ou d'accidents. Cette rigidité peut être encore augmentée en utilisant des matériaux synthétiques tels que la fibre de carbone qui permettent aussi un gain de poids.
Pour gagner en légèreté, des matériaux comme l’aluminium sont utilisés sur certains véhicules tels que certaines Audi ou l'Alpine A110.

## Avion
Les avions modernes possèdent une structure monocoque qui leur assure légèreté et rigidité. Ces caractéristiques sont améliorées avec l'usage de plus en plus fréquent de matériaux synthétiques (fibre de verre, de carbone, etc.), voire de matériaux composites tel que le glare.